# UK R&B Albums Chart
UK R&B Albums Chart (även känd under namnet UK Urban Chart) är den officiella albumlistan för R&B-skivor i Storbritannien som sammanställs veckovis av The Official UK Charts Company. Listan redovisas på BBC Radio 1, ChartsPlus och Music Week.